# Kumarin
Kumarin je chemická sloučenina (benzopyron), toxin obsažený v mnoha rostlinách, zejména ve vysoké koncentraci v semenech silovoně obecného (Dipteryx odorata), tomce vonné (Anthoxanthum odoratum), svízeli vonném (Galium odoratum), divizně (Verbascum) a tomkovici vonné (Hierochloë odorata). Má sladkou vůni, snadno rozpoznatelnou jako vůně čerstvě pokosené trávy, používá se v parfémech od roku 1882. Má také klinickou hodnotu jako prekurzor pro různé antikoagulanty, zejména warfarin, a používá se jako aktivní médium v některých typech barvivových laserů.
Název pochází z francouzského názvu coumarou pro silovoň obecný.

## Syntéza
Biosyntéza kumarinu v rostlinách probíhá přes hydroxylaci kyseliny skořicové v poloze ortho a následnou laktonizaci. V laboratoři lze kumarin připravit Perkinovou reakcí mezi salicylaldehydem a anhydridem kyseliny octové.
Jinou metodou syntézy kumarinu a jeho derivátů je Pechmannova kondenzace.

## Biologická funkce
Kumarin má vlastnosti potlačující chuť, což naznačuje, že jeho široký výskyt u rostlin, zejména trav, má za účel omezit nápor pasoucích se zvířat.

## Deriváty
Mezi přirozeně se vyskytující deriváty kumarinu patří umbeliferon (7-hydroxykumarin), eskuletin (6,7-dihydroxykumarin), herniarin (7-methoxykumarin), psoralen a imperatorin. Kumarin a jeho deriváty se společně považují za fenylpropanoidy.

## Lékařské použití
Kumarin se používá při léčbě lymfedému.
Podává se i perorálně pro omezení hemokoagulace, působí jako anti-vitamin K, umožňuje syntézu faktorů PIVKA, které nemají receptory pro vápenaté ionty. Proto podporuje v játrech tvorbu neplnohodnotných krevních faktorů II, faktorů VII, faktorů IX, faktorů X.

## Seznam rostlin obsahujících kumarin
Následující seznam obsahuje rostliny, jejichž části obsahují kumarin nebo kumarinové glykosidy (seznam nemusí být kompletní):
- andělika lékařská (Archangelica officinalis)
- blín černý (Hyoscyamus niger)
- citronečník trojlistý (Poncirus trifoliata)
- divizna (Verbascum)
- durman obecný (Datura stramonium)
- heřmánek pravý (Matricaria chamomilla)[3]
- jitrocel kopinatý (Plantago lanceolata)
- kalina obecná (Viburnum opulus)
- komonice bílá (Melilotus albus)
- komonice lékařská (Melilotus officinalis)[4] – asi 0,9 % kumarinu v květech, v čerstvé formě glykosidně vázaný, uvolňuje se sušením[3]
- komonice nejvyšší (Melilotus altissimus)
- levandule lékařská (Lavandula angustifolia)
- mařinka vonná, též svízel vonný (Galium odoratum)[4]
- pelyněk (Artemisia)
- pískavice řecké seno (Trigonella foenum-graecum)
- routa vonná (Ruta graveolens)[4] – obsahuje fotosenzibilizující furokumariny, které mohou vyvolat kožní zánět[3]
- skořicovník ceylonský (Cinnamomum zeylanicum) – kůra, tzv. skořice
- skořicovník čínský (Cinnamomum cassia) – kůra, výrazně vyšší obsah než ve skořicovníku cejlonském
- silovoň obecný (Dipteryx odorata)[4] – semena zvaná fazole tonka či tonkové boby
- tomka vonná (Anthoxanthum odoratum)[4][5]
- tomkovice vonná (Hierochloë odorata) – součást polské vodky Zubrovky[5]
- vanilka pravá, též vanilovník plocholistý (Vanilla planifolia)
- vstavač nachový (Orchis purpurea)[4]

## Příbuzné sloučeniny a deriváty
Sloučeniny odvozené od kumarinu se také nazývají „kumariny“. Mezi látky z této skupiny patří:
- brodifakum[6][7]
- bromadiolon[8]
- kumafuryl[9]
- difenakum[10]
- Ensaculin
- warfarin
- fenprokumon (Marcoumar)

Některé z výše uvedených látek se používají jako antikoagulanty a/nebo jako rodenticidy.